# Maurus Schräder
Maurus Schräder (* 1629 in Seppenrade; † 1678 in Liesborn) war von 1668 bis 1678 Abt des Benediktinerklosters Liesborn.

## Leben
1653 tritt Maurus Schräder in die Abtei Liesborn ein. Ein Jahr später erlangt er die Profess und wird 1659 zum Priester geweiht. Bevor er am 30. September 1668 zum Liesborner Abt gewählt wird, war er in Vinneberg Kaplan. Die Wahl wurde per compromissum zugunsten Schräders beendet. Trotz einiger Verzögerungen der Formalien verwaltete Schräder ab dem 14. Oktober 1668 das Kloster Liesborn. Seine Konfirmation fand nachträglich am 10. November statt. Während seiner Amtszeit musste das Kloster dem Bischof Christoph Bernhard von Galen aufgrund des Nordischen Kriegs 67 Malter Getreide liefern. Trotzdem konnte Schräder in seinen zehn Jahren als Abt Schulden des Klosters abtragen.
Schräder war Verehrer des Gottesmutter Maria, weshalb er 1675 die Bruderschaft Maria vom Berge Karmel errichtete. Am 9. oder 10. Mai 1678 starb er nach langer Schwäche.